# Sector Alarm
 (août 2021).
 (août 2021).
Si vous disposez d'ouvrages ou d'articles de référence ou si vous connaissez des sites web de qualité traitant du thème abordé ici, merci de compléter l'article en donnant les références utiles à sa vérifiabilité et en les liant à la section « Notes et références ».

Sector Alarm AS est une société norvégienne qui propose des alarmes pour particuliers et professionnels dans différents pays européens. Jørgen Dahl a démarré l'entreprise à Trondheim en 1995, et la société de sécurité est désormais présente en Norvège, en Suède,en Finlande, en Irlande, en France, en Italie, au Portugal et en Espagne. La société a également démarré ses activités aux Pays-Bas. Le siège social est situé à Storo à Oslo.
En 2013, Sector Alarm AS a réalisé un chiffre d'affaires d'un peu moins de 600 millions de couronnes norvégiennes. L’entreprise a environ 150 000 clients en Norvège.[réf. nécessaire]

## Historique
1995 : Sector Alarm est créée sous le nom d'Aktiv Alarm.
1997 : le slogan - « La sécurité dans tous les foyers » - est introduit.
1999 : changement de nom de Active Alarm à Sector Alarm.
1999 : lancement de l'alarme pour la maison.
2000 : Sector Alarm est créé en Suède.
2001 : l'entreprise est certifiée ISO.
2002 : le premier système d'alarme sans fil est installé.
2008 : le centre client est établi à Fuengirola, Espagne.
2011 : le centre client de Sector Alarm est nommé le meilleur de Norvège.
2011 : reprise du portefeuille d'alarmes résidentielles de G4S.
2012 : reprise des portefeuilles d'alarmes résidentielles de Nokas et BKK.
2013 : acquisition de la société irlandaise d'alarmes résidentielles PhoneWatch.
2013 : acquisition de la société suédoise d'alarmes résidentielles Trygga Hem.

## Prix
Sector Alarm a remporté plusieurs prix pour son service client.
En 2015, ils ont remporté le Customer Service Award avec Vitamail et Tele2. L'étude a été menée par Confex, en collaboration avec l'agence d'analyse SeeYou.
La même année, la société a été sélectionnée comme lauréate nationale dans la catégorie orientation client par les European Business Awards.

## Stratégie de croissance
Sector Alarm est une entreprise en forte croissance[réf. nécessaire]. En 2014, ils sont la deuxième plus grande entreprise de sécurité d'Europe.[réf. nécessaire]
Une grande partie de la croissance est due à des acquisitions :

En 2011, Sector Alarm a acquis le portefeuille d'alarmes résidentielles pour G4S Alarm de NOKAS.
En 2012, Sector Alarm a acquis les portefeuilles d'alarmes résidentielles de BKK et Nokas (anciennement Vakt service). Cela a conduit à un accord de coopération pour les 3 prochaines années dans le cadre de la vente d'alarmes domestiques, de clients PME et de services d'urgence.
En 2013, Sector Alarm a acquis Irish PhoneWatch.
En 2013, Sector Alarm a racheté le suédois Trygga Hem.
En 2014, Sector Alarm a racheté le suédois G4S.

## Amende d'entreprise
En juin 2019, Sector Alarm AS a été condamnée à payer 424 millions de couronnes après une enquête approfondie menée par l'Autorité norvégienne de la concurrence. Les amendes sont parmi les plus élevées jamais imposées[réf. nécessaire]. L'autorité norvégienne de la concurrence avançait que Sector Alarm avait collaboré pendant plusieurs années avec son concurrent Verisure pour créer des prix artificiellement élevés pour les systèmes d'alarme sur le marché des consommateurs. Une personne qui a été employée par Verisure de 2009 à 2011 a affirmé avoir participé à une réunion avec le concurrent au cours de laquelle la répartition du marché a été discutée.[réf. nécessaire] Les deux sociétés ont contesté les allégations de l'employé qui a ensuite créé le concurrent SmartVarsling[réf. nécessaire]. Verisure a également été condamné mais n’a pas payé[réf. nécessaire].
Sector Alarm a approuvé et a réglé l’amende – dont la taille dépasse de loin le résultat annuel de l'entreprise pour 2018 – sans admettre la coopération de prix avec Verisure, mais a admis avoir eu des contacts avec le concurrent afin d'éviter l'irresponsabilité dans la bataille des vendeurs entre les clients.